# Bor (Střítež)
Bor (německy Borr) je malá vesnice, část obce Střítež v okrese Pelhřimov. Nachází se asi 3 km na sever od Stříteže. V roce 2009 zde bylo evidováno 19 adres. V roce 2001 zde trvale žilo 19 obyvatel.
Bor leží v katastrálním území Bor u Božejova o rozloze 3,04 km2.

## Další fotografie

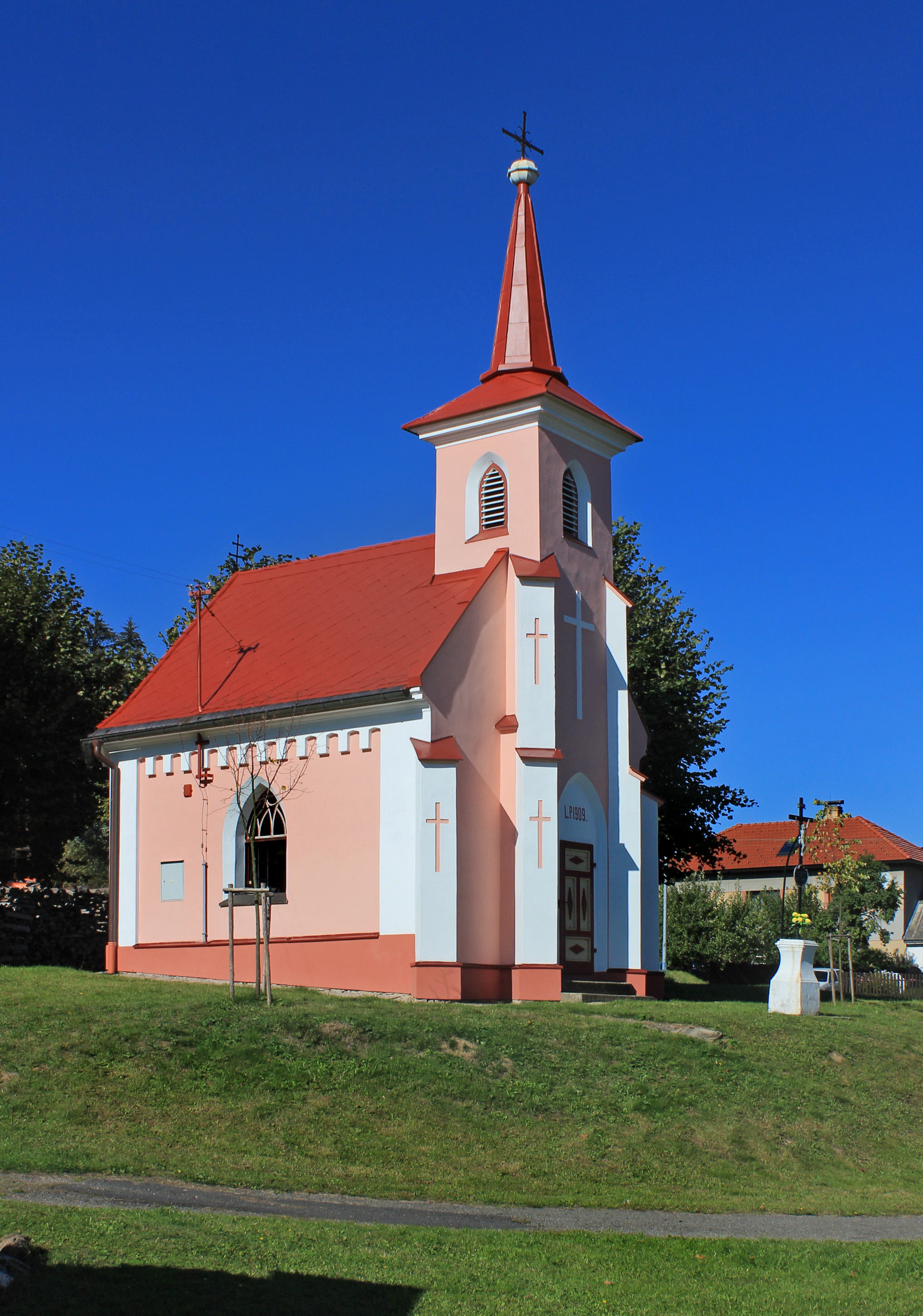
Opravená kaple
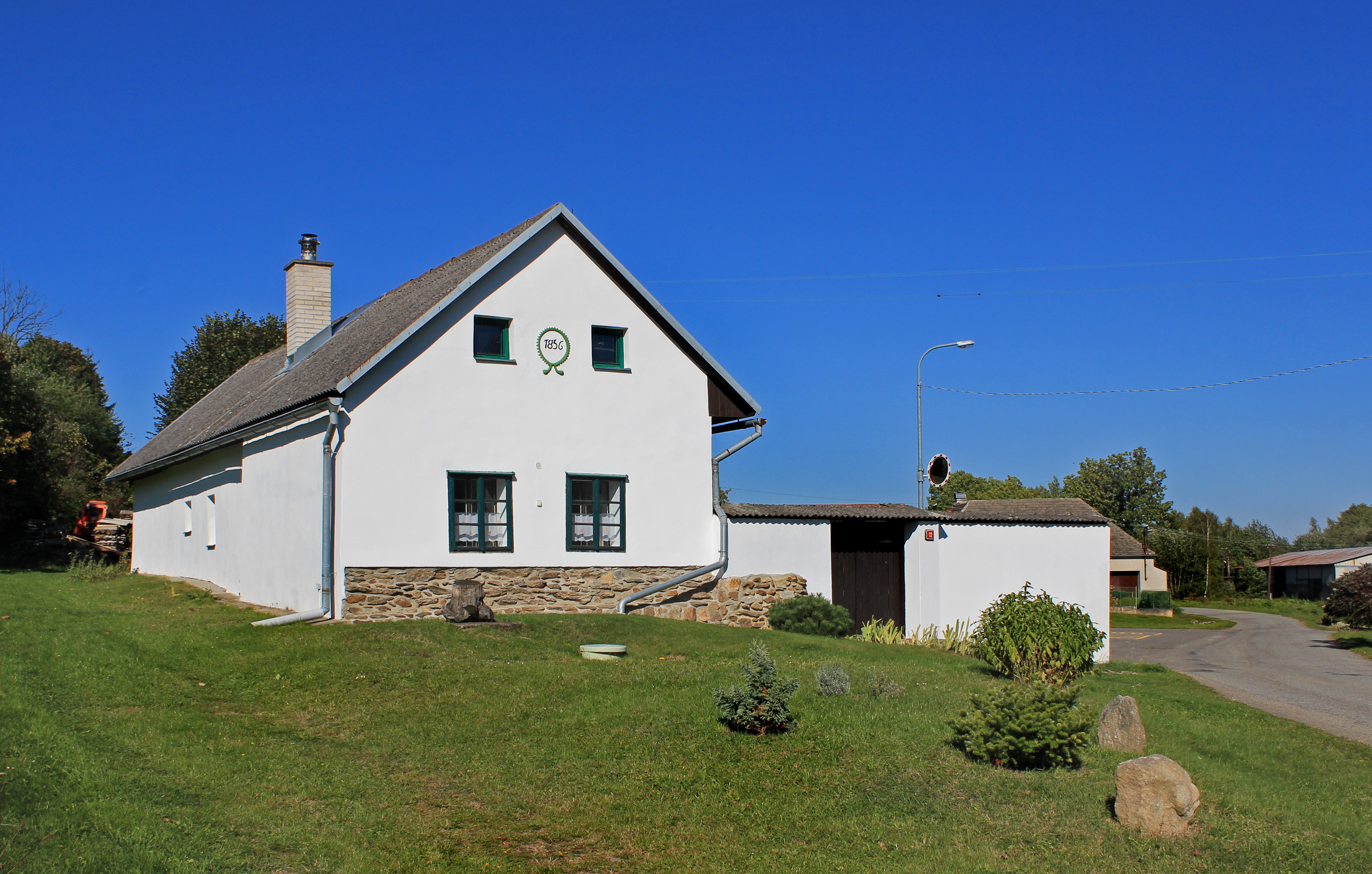
Bývalý statek
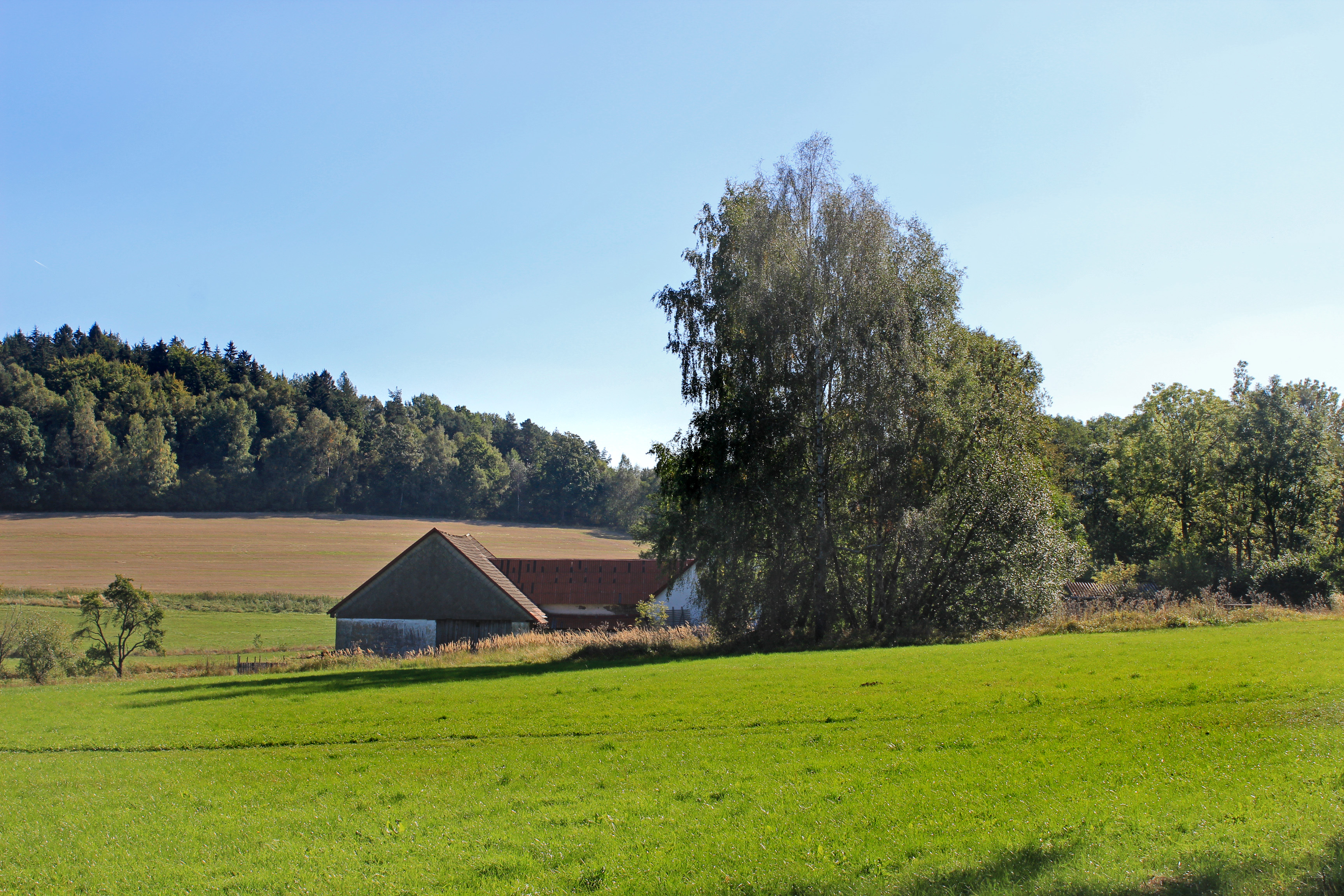
Samota na sever od vesnice
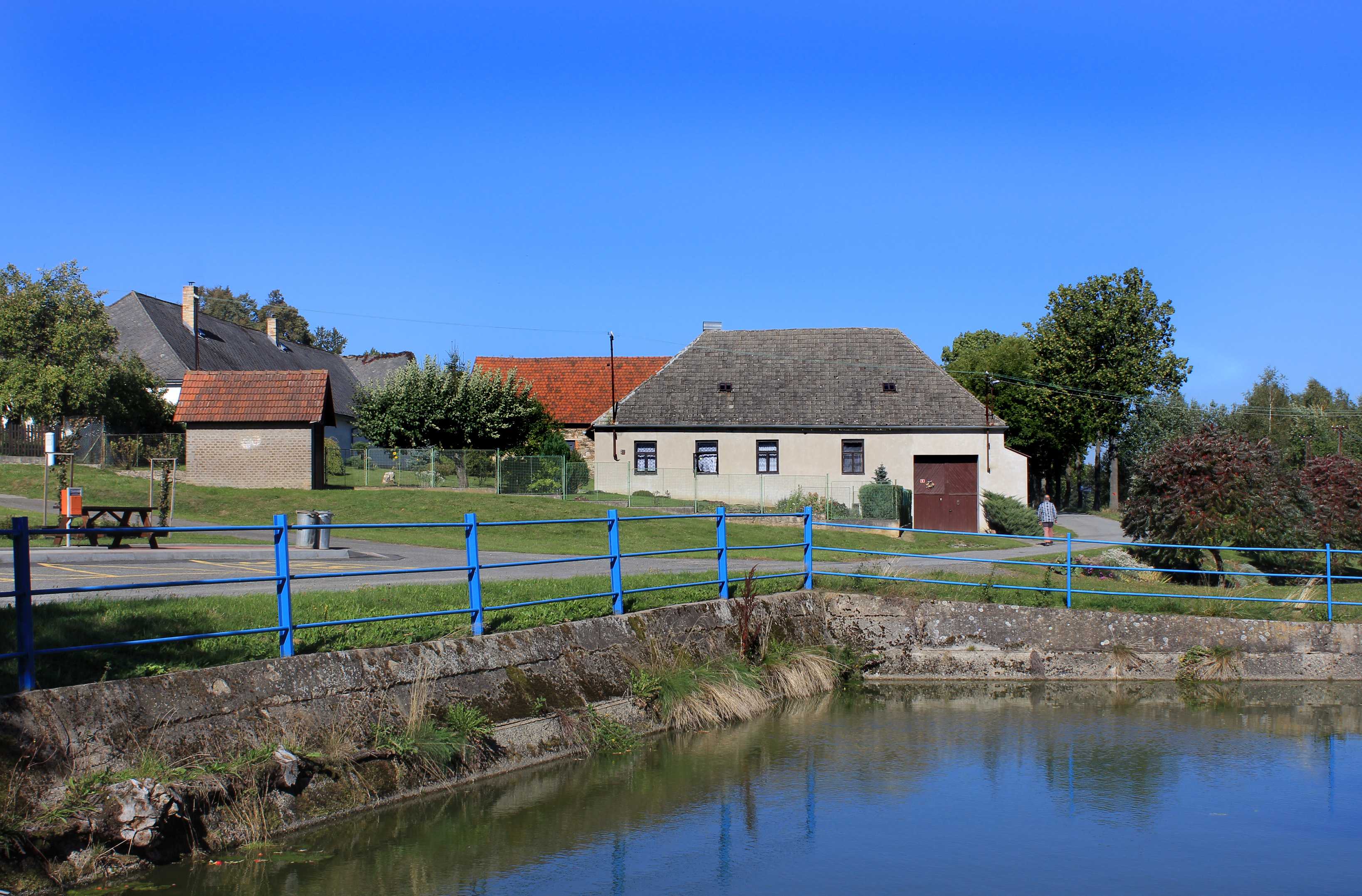
Požární nádrž na návsi